# Polyonax
Polyonax mortuarius is een plantenetende ornithischische dinosauriër, behorend tot de Ceratopia, die tijdens het late Krijt leefde in het gebied van het huidige Noord-Amerika.
In 1873 verkreeg Edward Drinker Cope botten uit een beenderbed aangetroffen in Colorado. De precieze vindplaat is tegenwoordig onbekend. De beenderen waren van lage kwaliteit maar Cope benoemde de beste ervan in 1874 als de typesoort Polyonax mortuarius. De geslachtsnaam is afgeleid van het Oudgriekse πολύς, polys, "veel", en ἄναξ, anax, "heer". De soortaanduiding betekent "van de begraafplaats" in het Latijn. De soortnaam als geheel kan zo geïnterpreteerd worden als "heerser over de velen in het graf" en is dan een verwijzing naar het feit dat het exemplaar nog het beste was. Cope zelf gaf echter, zoals meestal, geen etymologie.
Het holotype, AMNH 3950, is vermoedelijk aangetroffen in een laag van de Laramieformatie die dateert uit het Maastrichtien. Het bestaat uit drie ruggenwervels en stukken van twee beenkernen van wenkbrauwhoorns.
De vondst hoort duidelijk toe aan een lid van de Ceratopidae. Oliver Perry Hay hernoemde de soort daarom in 1902 tot Agathaumas mortuarius. Hetzelfde jaar dacht John Bell Hatcher nog aan de Trachodontidae. In 1874 was het bestaan van de Ceratopidae nog onbekend; het gaat, na Agathaumas, in feite om het tweede benoemde ceratopide geslacht. Daarbij is het vrijwel zeker dat het een jong van Triceratops betreft. Zo Agathaumas al boven die naam geen prioriteit heeft, zou dan Polyoanax als de geldige naam beschouwd moeten worden. Oskar Kuhn benoemde in 1936 een Triceratops mortuarius vergetend dat Polyonax eerder benoemd was. Men is echter zo aan de naam Triceratops gewend dat meestal geoordeeld wordt, zich beroepend op de beperktheid van het materiaal, dat Polyonax een nomen dubium is.